# Wojna litewsko-moskiewska (1534–1537)
V wojna litewsko-moskiewska, wojna starodubska – wojna trwająca w latach 1534–1537, pomiędzy Królestwem Polskim, wspieranym przez Wielkie Księstwo Litewskie, a Wielkim Księstwem Moskiewskim.

## Wybuch
W marcu 1532 do Moskwy przybyło poselstwo litewskie Macieja Janowicza i Wasyla Czyża. Zażądali oni zwrotu Smoleńska, godząc się tylko pod tym warunkiem na podpisanie pokoju wieczystego z Wielkim Księstwem Moskiewskim.
25 grudnia 1532 minął termin sześcioletniego zawieszenia broni pomiędzy Moskwą a Polską i Litwą. Przedłużono je do 25 grudnia 1533. Wielki książę Wasyl III rozpoczął przygotowania do nowej operacji zaczepnej, mającej na celu zdobycie Kijowa. Wkrótce jednak umarł i rządy w Moskwie objęła jego żona Helena Glińska, sprawująca regencję w imieniu małoletniego Iwana IV.
Król Polski Zygmunt I Stary, zdecydował się na wojnę z Moskwą w celu odzyskania Smoleńska i Siewierszczyzny. W lutym 1534 uzyskał zgodę sejmu litewskiego na przeprowadzenie działań wojennych przeciwko Moskwie. Sejm polski w Piotrkowie uchwalił też nowe podatki na zaciągnięcie wojsk. Pospolite ruszenie szlachty litewskiej zwołano na 23 maja w Mińsku.

## Kampania 1534

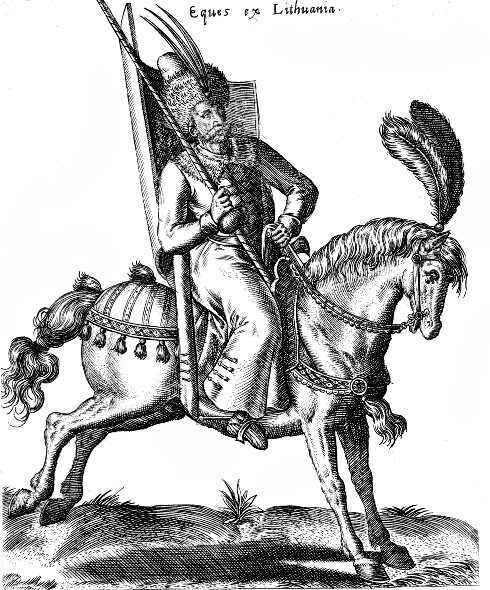
Jeździec litewski z XVI wieku

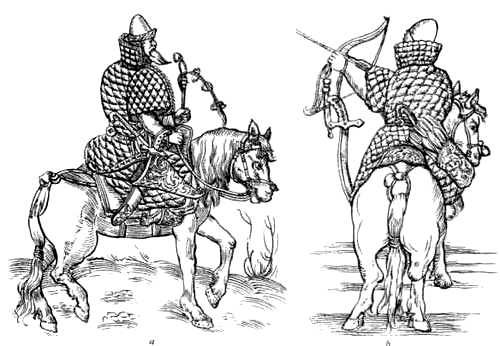
Jeźdzcy moskiewscy z początku XVI wieku

Wojska moskiewskie przeprowadziły koncentrację w rejonie Smoleńska. Wstrzymały jednak dalszy marsz, zagrożone przez najazd, działających w porozumieniu z Polakami Tatarów krymskich.
Na początku sierpnia dwaj wojewodowie moskiewscy Iwan Lacki i Semen Bielski przeszli na stronę litewską z częścią swoich wojsk. Wodzem naczelnym 40-tysięcznych wojsk litewskich został hetman wielki litewski Jerzy Radziwiłł. Oddziały te podzielono na trzy korpusy (w tym jeden osłonowy), operujące na dwóch kierunkach działań.
19 sierpnia korpus wojewody kijowskiego Andrzeja Jakubowicza Niemirowicza i Wasyla Czyża uderzył na Siewierszczyznę.
W tym samym czasie pod Smoleńsk wyruszył korpus Iwana Wiśniowieckiego i Andrzeja Kowerskiego. Rezerwy pod dowództwem Radziwiłła pozostały w Mohylewie.
Korpus Niemirowicza bezskutecznie oblegał Starodub, Homel i Nowogród Siewierski.
We wrześniu wyprowadził uderzenie w głąb Księstwa Moskiewskiego, bijąc wojska moskiewskie w bitwie pod Radohoszczem. Zdobył Radohoszcz, jego zagony dotarły do Czernihowa i Poczepu, których to twierdz jednak nie zdobyły i pod Smoleńskiem połączyły się z korpusem Wiśniowieckiego.
13 września Polacy i Litwini zdobyli Smoleńsk, jednak już wkrótce zmuszeni zostali do wycofania się do Mohylewa.
1 października Zygmunt I był zmuszony rozpuścić pospolite ruszenie, zachowując jedynie 3-tysięczny korpus osłonowy dla obsadzenia pogranicznych twierdz. Szybko wykorzystali to Rosjanie, uderzając na Białoruś, docierając do Witebska. Zagony moskiewskie podeszły nawet do przedmieść Wilna.
W listopadzie Rosjanie przeprowadzili koncentrację nowej 150-tysięcznej armii.

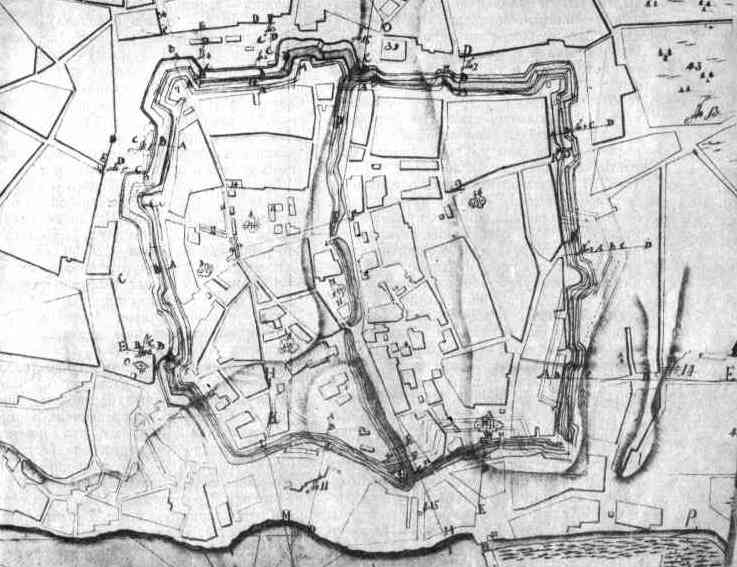
Plan Staroduba

## Kampania 1535
3 lutego 1535 wojska moskiewskie uformowane w trzy armie uderzyły na Białoruś koncentrycznie z dwóch kierunków: ze Smoleńska i Opoczki. Nieliczne załogi litewskie zamknęły się w twierdzach. Rosjanie próbowali wziąć je głodem, niszcząc wsie i zapasy w promieniu 100 km. 14 lutego wojska rosyjskie wkroczyły w głąb Litwy, dochodząc do Mołodeczna. Jednak nie napotkawszy żadnych wojsk litewskich, zagrożone odcięciem wycofały się w kierunku Opoczki.
Wtedy z pomocą Litwinom przyszli Polacy. Sejm polski w Piotrkowie uchwalił nadzwyczajne podatki na przeprowadzenie zaciągu wojska. 10-tysięczne wojska polskie pod wodzą hetmana wielkiego koronnego Jana Tarnowskiego były gotowe do uderzenia. Wojskami zaciężnymi dowodził kasztelan kaliski Andrzej Górka. Wojska moskiewskie dla uprzedzenia operacji wojsk polskich podjęły nieudaną próbę opanowania litewskich twierdz pogranicznych (Mścisławia, Krzyczewa, Mohylewa, Szkłowa, Orszy i Dubrowny).

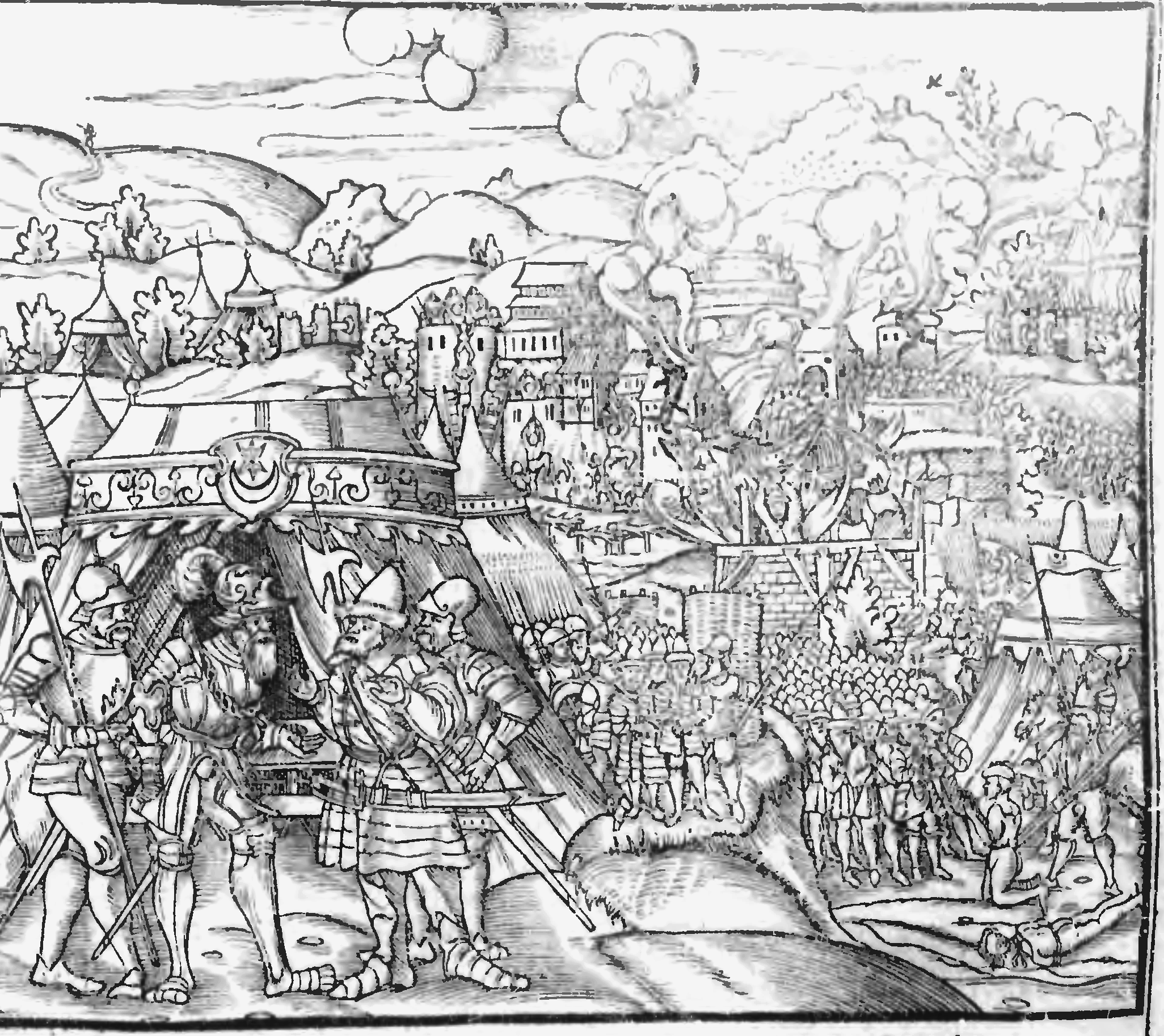
Hetman Jan Tarnowski podczas oblężenia Staroduba w 1535, drzeworyt z Kroniki wszystkyego swyata Marcina Bielskiego

Nie mogąc uzyskać punktu oparcia na terytorium wroga, Rosjanie w ciągu 3 tygodni zbudowali własną twierdzę Siebież.
Zygmunt I postanowił jednak zaatakować Rosjan na południu. 16 lipca wojska polskie po trzydniowym oblężeniu zdobyły twierdzę w Homlu. 30 lipca rozpoczęły oblężenie Staroduba, jednej z najsilniejszych twierdz moskiewskich. Forteca nie wytrzymała wybuchu podłożonych polskich min. Po udanym szturmie Tarnowski rozkazał ściąć 1 400 moskiewskich obrońców, którzy nie usłuchali wezwania do poddania się. Podstąpili czarodzieje pod zamek, podkopali się, podsypali złe ziele, podpalili i silny grom wyrwał ścianę. – relacjonował to wydarzenie ruski latopis.

## Kampania 1536
W styczniu 1536 Rosjanie zbudowali Zawołocze, swoją drugą fortecę na terytorium Wielkiego Księstwa Litewskiego.
27 lutego 20-tysięczny korpus wojewodów: kijowskiego Andrzeja Niemirowicza i połockiego Jana Hlebowicza bezskutecznie próbował zdobyć Siebież.
W czerwcu wojska moskiewskie zbudowały twierdzę Wieliż.
Wojewodowie rosyjscy przeprowadzili operacje zaczepne, dochodząc do Witebska i Lubecza, jednak nie zdobywając tych miast.
Na froncie trwał impas, żadna ze stron nie była w stanie wykonać decydującego uderzenia. Wobec braku pieniędzy w kasie państwowej Zygmunt I rozpoczął rokowania pokojowe.

## Pokój
12 stycznia 1537 przybyło do Moskwy poselstwo litewskie. 18 lutego podpisano pokój na 5 lat. Na jego mocy Wielkie Księstwo Litewskie utrzymało zdobyty Homel, a Moskwa Siebież i Zawołocze. Pokój ten przedłużono w 1542 na 7 lat, także w 1549.